# 2 Korpus Obrony Przeciwlotniczej
2 Korpus Obrony Przeciwlotniczej Obszaru Kraju (2 KOPL OK) – korpus Wojsk Obrony Powietrznej Kraju Sił Zbrojnych PRL.

## Charakterystyka
Na podstawie rozkazu Nr 0054/Org. Ministra Obrony Narodowej z dnia 6 lipca 1957 sformowany został, w terminie do 1 kwietnia 1958, 2 Korpus Obrony Przeciwlotniczej Obszaru Kraju. Dowództwo korpusu zorganizowane zostało w Bydgoszczy na bazie Dowództwa 10 Dywizji Lotnictwa Myśliwskiego ze Słupska.
W 1962 korpus przemianowany został na 2 Korpus Obrony Powietrznej Kraju (2 KOPK), a w 1990 na 2 Korpus Obrony Powietrznej.

## Struktura organizacyjna korpusu
W 1957
- Dowództwo 2 Korpusu OPL i OK w Bydgoszczy
- Węzeł Łączności 2 Korpusu OPL OK w Bydgoszczy
- 11 pułk lotnictwa myśliwskiego
- 25 pułk lotnictwa myśliwskiego
- 26 pułk lotnictwa myśliwskiego
- 28 pułk lotnictwa myśliwskiego
- 2 samodzielny batalion radiotechniczny
- 8 samodzielny batalion radiotechniczny
- 9 samodzielny batalion radiotechniczny
- 129 samodzielny pułk artylerii OPL
- 136 samodzielny pułk artylerii OPL

6 lipca 1957 terytorium kraju zostało podzielone na strefy obrony powietrznej w których funkcjonowały korpusy obrony powietrznej kraju.